# Adriena Šimotová

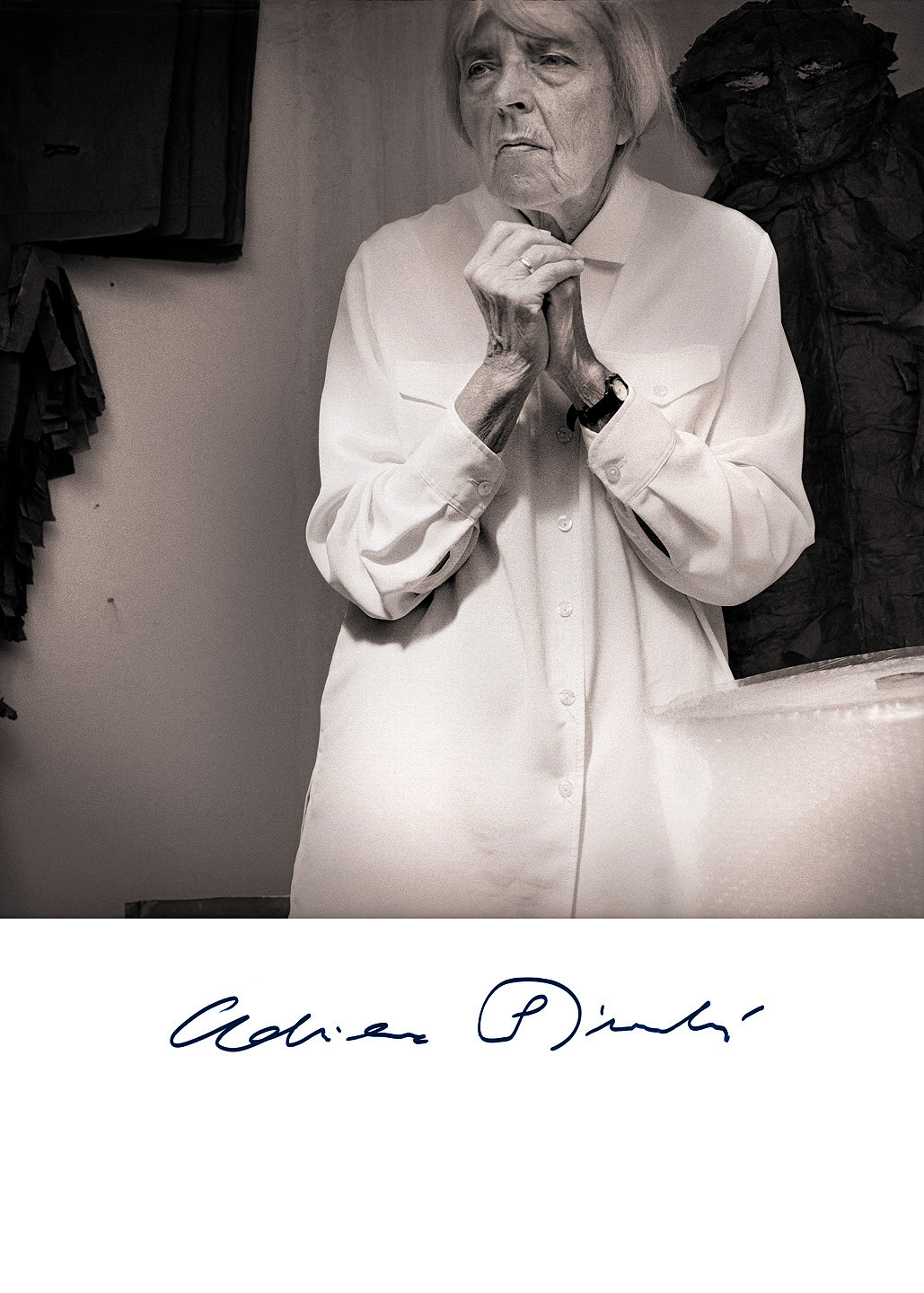
Jiri Jiroutek: Adriena Šimotová, Prag 2001

Adriena Šimotová, verh. Adriena Johnová (* 6. August 1928 in Prag; † 19. Mai 2014 ebenda) war eine tschechoslowakische Malerin, Grafikerin, Illustratorin und Glas- und Installationskünstlerin. Sie war Mitglied der tschechoslowakischen Künstlergemeinschaften UB 12 sowie G7 und gilt als eine der wichtigsten Wegbereiterinnen für die Entwicklung der modernen Kunst in der Tschechoslowakei.

## Leben und Werk
Adriena Šimotová wuchs in Prag in einem bürgerlichen evangelischen Elternhaus auf. In ihrer Kindheit erhielt sie eine musikalische Ausbildung als Pianistin. Ihre Mutter hatte an der Akademie der Künste studiert, übte jedoch den Beruf nicht aus.
Nach Abschluss der schulischen Ausbildung begann Adriena Šimotová 1940 ihre künstlerische Ausbildung an einer privaten Kunstschule in Prag. Von 1942 bis 1945 besuchte sie die Staatliche Grafische Schule in Prag. Zu ihren Lehrern gehörten u. a. Richard Lander und Zdeněk Balaš. Nach Beendigung des Zweiten Weltkrieges studierte sie bis 1950 an der Akademie für Kunst, Architektur und Design Prag bei Josef Kaplický. Anschließend arbeitete sie bis 1953 in Kaplickýs Atelier und absolvierte zeitgleich ein Aufbaustudium an der Akademie für Kunst. 1953 heiratete sie den Künstler Jiří John, mit dem sie zukünftig gemeinsam arbeitete. 1954 lernte das Ehepaar den Maler Václav Bartovský kennen, der großen künstlerischen Einfluss auf die künstlerische Entwicklung der beiden Künstler hatte.  Am Ende der 1950er Jahre nahm Adriena Šimotová zusammen mit Kaplický und mehreren Kollegen mit einer Reliefarbeit für die Expo 58 in Brüssel teil. 1959 unternahm sie ihre erste Studienreise nach Paris.

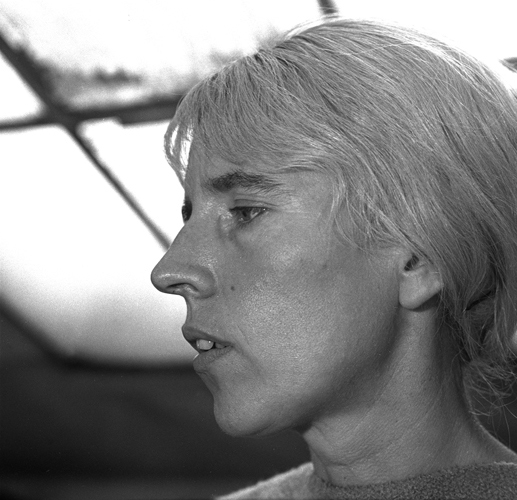
Porträtfotografie von Karel Kuklík, 1960er Jahre

Gemeinsam mit anderen Künstlern, unter anderem Václav Boštík, Václav Bartovský, František Burant, Stanislav Kolibal, Jiří Mrázek, Daisy Mrázková, Věra Janoušková, Vladimir Janoušek, Jiří Šetlík, Vlasta Prachatická, Oldřich Smutný, Alois Vitík sowie ihrem Ehemann Jiří John, gehörte sie 1960 zu den Gründungsmitgliedern der Künstlergruppe UB 12. Zunächst von den Arbeiten der Künstlergruppe beeinflusst, wandte sich die Künstlerin ab 1963 der abstrakten Malerei zu.  Ende der 1960er Jahre begann Adriena Šimotová mit der Arbeit an großflächigen Installationen und Wandcollagen aus unterschiedlichen Materialien, wie Stoff, Glas, Metall und Papier. Sie wandte sich künstlerisch der New Figuration-Bewegung zu und arbeitete in den 1970er Jahren bevorzugt mit der Frottage-Technik, um die Oberflächenstruktur von Körpern und Körperteilen, meist monochromatisch auf das Papier zu übertragen. Sie verarbeitete in ihren Bildern in dieser Epoche persönliche und politische Schicksalsschläge nach dem Ende des Prager Frühlings. 1972 verstarb im Alter von 48 Jahren nach langer schwerer Krankheit ihr Ehemann Jiří John.
Mit ihren unkonventionellen und avantgardistischen Arbeiten geriet die Künstlerin in Konflikt mit den kommunistischen Kulturpolitikern. Sie konnte nur noch selten in ihrem Heimatland ausstellen und arbeitete in den 1980er Jahren durch Vermittlung und Unterstützung von Freunden und Bekannten in dem halb verfallenen Gebäude des ehemaligen Franziskanerklosters im ostböhmischen Hostinné.
Nach dem politischen Umbruch in der Tschechoslowakei unterrichtete sie von 1991 bis 1998 sowie 2003 an der Internationalen Sommerakademie für Bildende Kunst Salzburg. Durch den Tod ihres Sohnes Martin im Jahr 1994 und mehreren Unfällen wurde die Künstlerin in ihrem künstlerischen Werk stark beeinflusst. Die letzten Lebensjahre, in denen sie immer noch künstlerisch tätig war, war sie an den Rollstuhl gebunden.
Adriena Šimotová starb 2014 im Alter von 87 Jahren in Prag.

## Mitgliedschaften, Rezeption und Auszeichnungen
Adriena Šimotová gründete sie gemeinsam mit anderen tschechoslowakischen Künstlern die Künstlergruppe UB 12. Insbesondere nach der politischen Wende in der Tschechoslowakei wurden die von Adriena Šimotová entworfene Objekte wurden auf zahlreichen Ausstellungen im In- und Ausland gezeigt.
Ihre Werke werden heute in verschiedenen Kunst- und Designmuseen, u. a. im Kunstgewerbemuseum, der Nationalgalerie, im Museum Kampa sowie in der Galerie Rudolfinum in Prag, im Museum of Modern Art Olomouc sowie im Museum moderner Kunst Stiftung Ludwig und der Albertina in Wien, im Centre Georges Pompidou in Paris, im Smart Museum of Art in Chicago sowie im Nationalmuseum für moderne Kunst Kyōto ausgestellt.
Die Künstlerin und ihre Arbeiten sind mehrfach in Tschechien, u.a 1997 mit der Verdienstmedaille der Tschechischen Republik und im Ausland ausgezeichnet worden. Auf der Biennale in Florenz wurde ihr grafisches Werk 1970 mit einer Goldmedaille gewürdigt. 1979 erhielt sie den Grand Prix der Biennale d’Art Graphique in Ljubljana, 1988 den Grand Prix der Triennale Internationale de dessin in Wroclaw. In Frankreich wurde ihr 1991 die Auszeichnung Ordre des Arts et des Lettres verliehen. 1990 erhielt sie für ihr künstlerisches Schaffen den Johann-Gottfried-von-Herder-Preis.

## Publikationen von und über Adriena Šimotová (Auswahl)
- Hlava k listování - Texte und Gedichte von Adriena Šimotová 1945–1997.
- Pavel Brunclík: Adriena Šimotova 2016/I,II, (2020; tschechisch)
- Pavel Brunclík: Adriena Šimotová: Vyjevování / Revelations (2008–2010), (2011; tschechisch, englisch)
- Pavel Brunclík: Adriena Šimotová - Tvář, (2006; tschechisch)
- Milena Slavická: UB 12 – Studie, rozhovory, dokumenty, (2006; tschechisch)
- Radek Brož, Otmar Oliva: Adriena Šimotová : in memoriam Radek Brož; Diözesanmuseum Obermünster, Regensburg (2001)
- Pavel Brunclík: Adriena Šimotová: Retrospektiva, (2001;  tschechisch)
- Jaroslav Brabec: Adriena Šimotová; (GENUS-Dokumentarfilm, 1996)
- My 20th Century von Olga Sommerová  (Film, 2005)

## Werke (Auswahl)
- Zyklus Hände, 2010
- Zyklus Füsse
- Zyklus Köpfe
- Zyklus A Touch of Colour (1992, 1993)
- Intimacy without Gravity, 1992
- Velké zrcadlo, 1990
- Podpírání, 1984
- Osamělost, 1977
- Arrival-Departure, 1977
- White night, 1971
- Zmapovaná krajina, 1965
- Bez názvu, 1965
- Červnový den (1965)
- Zrcadlo, 1962

## Einzelausstellungen (Auswahl)
- Kleiner Rückblick, Kampa, Prag (2011)
- Offenbarungen, Rudolfinum, Prag (2011)
- Retrospektive, Nationalgalerie, Prage (2001)
- The ephemeral eye, Musée des Beaux-Arts, Dijon (2001)
- Grafika 1965–1995, Prácheňské muzeum, Písek (1998)
- Arbeiten mit Papier, Internationale Sommerakademie für Bildende Kunst, Salzburg (1997)
- Gedächnis der Famillie, Tschechisches Kulturzentrum, Berlín (1997), Galerie de France, Paris (1996), Nová síň, Prag (1996)
- Zwei Räume, Galerie Christine König, Wien (1994)
- O blízkém a vzdáleném, Mánes Kunstgalerie, Prag (1994)
- Floating Bottles, Galerie Behémot, Prag (1993)
- Adriena Šimotová, Galerie de France, Paris (1991)
- Radierungen; Arbeiten mit Papier, Internationale Sommerakademie für Bildende Kunst, Galerie Slavi, Salzburg (1991)
- Setkání 1969–1990, Galerie hlavního města Prahy, Altstädter Rathaus, Prag (1990)
- Frottagen und Zeichnungen, Galerie Christine König, Wien (1990)
- Installationen, Franziskanerkloster, Hostinné (1988, 1989)
- Arbeiten auf Papier, Dům umění města Brna, Dům pánů z Kunštátu, Brno (1987)
- Gesichter, Kulturní dům Opatov, Prag (1987)
- Prostorové kresby, Franziskanerkloster, Hostinné (1984, 1985)
- Zwei Künstler aus Prag (mit Stanislav Kolíbal), Riverside Studios, London (1983)
- Grafiken, Galerie Witte-Baumgartner, Berlin (1982)
- Empreintes, Galerie de France, Paris (1982)
- Einzelausstellung auf der 14. Internationalen Biennale of Graphic Art, Ljubljana (1981)
- Kresby, ilustrace, objekty, Ústav makromolekulární chemie, Prag (1980)
- Grafika, Dům kultury, České Budějovice (1978)
- Grafik, Kunsthallen, Uppsala (1978)
- Vymezení a komunikace, Ateliér Josefa Mžyka, Dům Mlynářka, Prag (1977)
- Graphic Arts (mit Alena Kučerova), Jacques Baruch Galerie, Chicago (1976)
- Obrazy a kresby, Galerie Václava Špály, Prag (1970)
- Grafika, Galerie Václava Špály, Prag (1968)
- Obrazy a grafika, Galerie Československý spisovatel, Prag (1965)
- Pastely a tempery, Síň lidové demokracie (mit Věra Janouškova), Prag (1960)